# Åby, Örebro

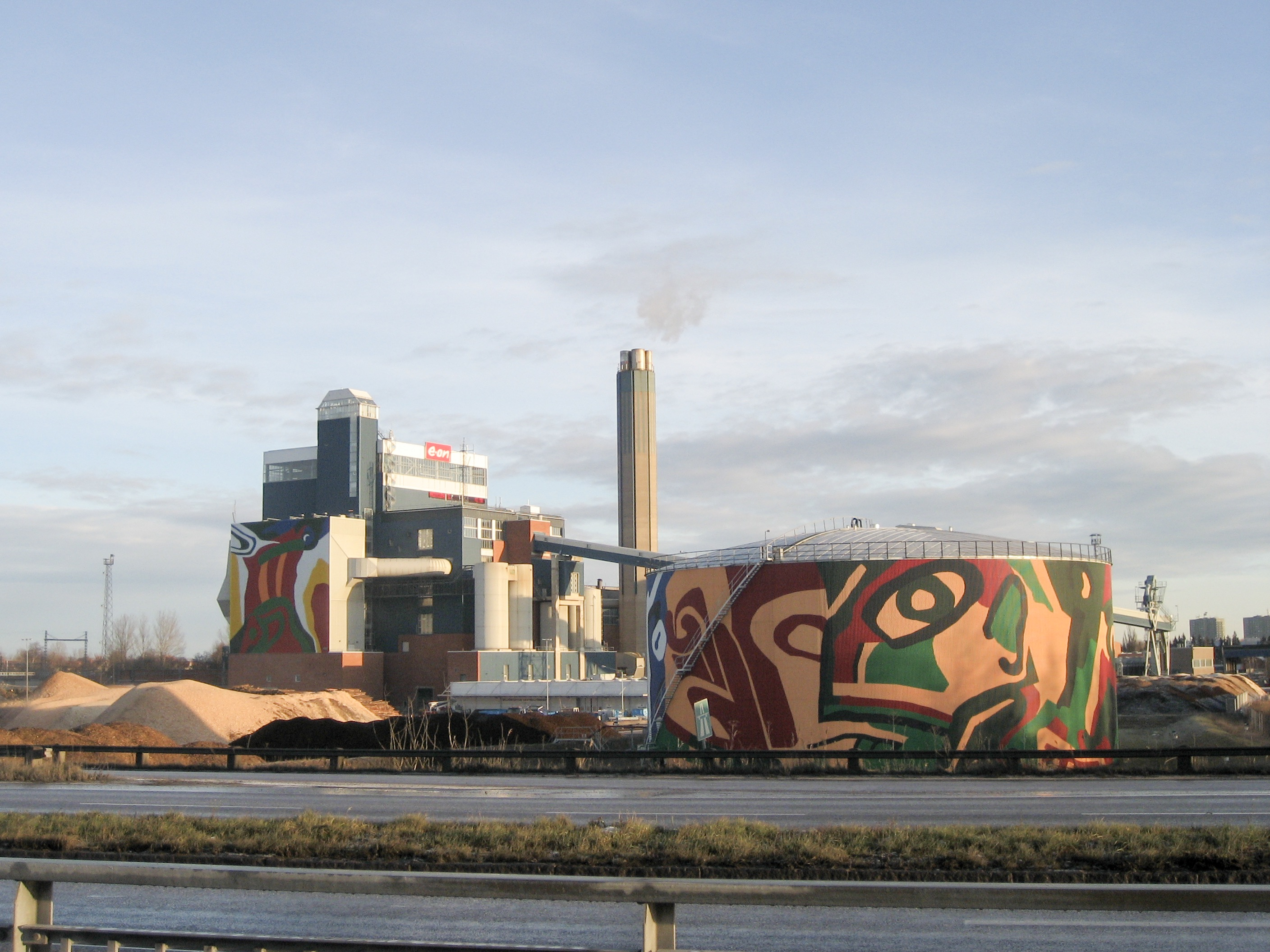
Åbyverket

Åby är ett industri- och naturområde i västra Örebro i Ånsta socken och Åby var en lantegendom tillhörande denna kommun. Området ligger söder om Svartån och nordost om Skråmsta. Området närmast Svartån utgörs av Åbyparken.
Industriområdet tillkom till stora delar under 1970- och 1980-talet. Det räknas nu som den nordligaste delen av industriområdet Bista-Pilängen. I Åby ligger fjärrvärmeanläggningen Åbyverket som förser Örebro kommun med fjärrvärme. 